# 遠東青年自由同盟
远东青年自由同盟（英語：Fareast Freedom Youth League，简称 FEFYL），是一个在美国加州注册的非盈利性亞裔政治组织。該團體支持香港獨立、圖博獨立等分離主義主張，並參與由香港流亡者及民運人士舉辦的抗議、示威活動。

## 活動
2021年3月，遠東青年自由同盟參與三藩市亞裔反歧視遊行。然而，由於該團體成員及在場部分香港人士及民運人士同時手持反共及反對中國鎮壓香港、維吾爾的標語，因此與親共主辦單位人員發生衝突。
2021年至2022年，遠東青年自由同盟與藏青會及流亡越南裔社區等團體共同參與對北京冬奧運動會的抵制活動。
2022年俄罗斯入侵乌克兰後，遠東青年自由同盟與多個亞裔團體一同多次參與加州烏克蘭裔集會，並表達對侵略戰爭的反對。
2021及2022年，遠東青年自由同盟參與三藩市的六四事件紀念活動。
2022年5月南加州教會槍擊案發生後，遠東青年自由同盟參與台灣僑務委員李漢文召集的聯合記者會，並表達對台灣独立自決的支持。
2022年12月，南加州大学一名出身中國的留學生王涵響應白紙運動，於舊金山灣區蘋果公司總部進行七天的絕食抗議，要求蘋果不要配合中國政府審查。遠東青年自由同盟派出志願者為其輪流守夜。
2023年2月，远东青年自由同盟和主张“巴蜀独立”的组织“巴蜀独立会”在美国加州举办主题为“邓小平之死与东亚民主化前景”的研讨会
。
5月6日，該組織與對話中國智庫在灣區共同舉辦名為《大一统与远东未来》的研讨会，出席者包括王丹、胡平、吴国光、王军涛等人。會議就中国历史上和现实中的“大一统”观念，以及这一理念对现实政治的影响進行討論。遠東青年自由同盟代表認為中国的历代大一统专制体制持续打压着有勇气的反抗者、伤害着文明，而建立民主体制需要有勇气的人通过建立团体和建构民族的方式消解“大一统”体制。

## 外部連結
- 遠東青年自由同盟 (FEFYL, Far East Freedom Youth League) (Twitter) （页面存档备份，存于）